# Сенсунтепеке
Сенсунтепеке (ісп. Sensuntepeque) - місто в Сальвадорі, адміністративний центр департаменту Кабаньяс.

## Історія
Було засноване в 1550 році піпілями. В 1821 році отримало статус міста.

## Економіка
Економіка міста заснована на виробництві кави та цукру.